# Mycetophila furvusa
Mycetophila furvusa är en tvåvingeart som beskrevs av Wu 1997. Mycetophila furvusa ingår i släktet Mycetophila och familjen svampmyggor. Inga underarter finns listade i Catalogue of Life.